# Creatures
| Críticas profissionais                                                      | Críticas profissionais |
| Avaliações da crítica                                                       | Avaliações da crítica  |
| Fonte                                                                       | Avaliação              |
| --------------------------------------------------------------------------- | ---------------------- |
| Allmusic                                                                    | [ 2 ]                  |
| The Marshalltown Chronicle                                                  | [ 3 ]                  |
| Esta tabela precisa de ser acompanhada por texto em prosa. Consulte o guia. |                        |

Creatures é o álbum de estréia da banda americana de metalcore Motionless In White, lançado em 12 de outubro de 2010, pela gravadora Fearless Records. O álbum teve cinco singles: "London in Terror", "Abigail", "Immaculate Misconception" e "Puppets (The First Snow)". 
É o último lançamento da banda que inclui o guitarrista TJ Bell, que saiu da banda em maio de 2011.

## Gravação

### Conceito e músicas
Creatures é um álbum dedicado aos fãs da banda, que eles chamam de "Creatures". A banda pediu para os seus ouvintes a escrever as letras para a faixa-título do álbum, todas as letras incluídas na música (além do refrão) são letras apresentadas pelos fãs. As músicas "We Only Come Out at Night" e "City Lights" foram regravadas e alteradas da versão álbum do EP When Love Met Destruction.
A inspiração para o álbum veio da influência da cultura do terror, vampiros, bandas como The Black Dahlia Murder, filmes como The Lost Boys, The Crucible, The Legend of Sleepy Hollow, Edward Scissorhands além das histórias de Jack, o Estripador e os julgamentos de Salem Witch e Abigail Williams.

### Lançamento e Gráficos
Creatures foi gravado em maio de 2010 com o produtor, Andrew Wade em seu estúdio de gravação, Wade Studios. Após o lançamento do disco, que estreou na posição #6 na Billiboard Heatseeker, e atingiu o número #175 na Billboard 200.
Um relançamento do álbum foi confirmado em janeiro de 2012. Foi anunciado para caracterizar o cover da música "Dragula" de Rob Zombie, juntamente com duas canções remixadas e foi lançado em 02 de abril de 2012.

### Clipes
Um total de quatro músicas do álbum tiveram produtor de vídeos de música para eles. Em 21 de dezembro de 2010, um vídeo da música foi lançado para a faixa "Abigail". O vídeo da música "Creatures" foi lançado em 07 de julho de 2011, e o vídeo de "Immaculate Misconception" foi lançado em 11 de novembro de 2011, que também dispõe de Dee Snider, que faz uma aparição, enquanto seu filho, Cody dirigiu o vídeo.
Foi anunciado em 2011 no All Stars Tour que a canção "Puppets (The First Snow)"  também seria lançada como single, porém o vídeo da música não seria liberada até 15 de fevereiro de 2012. O vídeo consiste mostrando a banda se apresentando em vários concertos e festivais. Os clipes ao ar livre mostrados no vídeo foram gravadas em uma performance ao vivo durante a paragem no The All Stars Tour em Las Vegas em 21 de agosto.

## Faixas
Todas as músicas escritas e compostas por Motionless in White.
| N.º            | Título                                                                                       | Duração |  |
| 1.             | "Immaculate Misconception"                                                                   | 3:54    |  |
| 2.             | "We Only Come Out at Night (versão regravada, originalmente para When Love Met Destruction)" | 3:23    |  |
| 3.             | "London in Terror"                                                                           | 3:41    |  |
| 4.             | "Abigail"                                                                                    | 2:52    |  |
| 5.             | "Creatures"                                                                                  | 3:47    |  |
| 6.             | "Cobwebs"                                                                                    | 3:29    |  |
| 7.             | ".Com Pt. II (parte 2 da música Schitzophrenicannibalisticsexfest.com do EP The Whorror)"    | 3:49    |  |
| 8.             | "Count Choculitis"                                                                           | 4:03    |  |
| 9.             | "City Lights (versão regravada da música "Bananamontana" de When Love Met Destruction)"      | 3:08    |  |
| 10.            | "Puppets (The First Snow)"                                                                   | 4:20    |  |
| 11.            | "Undead Ahead"                                                                               | 3:57    |  |
| 12.            | "Scissorhands (The Last Snow)"                                                               | 5:33    |  |
| Duração total: | Duração total:                                                                               | 44:21   |  |

## Produção
Motionless in White
- Joshua Balz - Teclados, Sintentizador
- TJ Bell - Guitarra Base, Vocal de Apoio
- Christopher "Chris Motionless" Cerulli - Vocal
- Richard "Ricky Horror" Olson - Baixo, Vocal de Apoio
- Angelo Parente - Bateria
- Ryan Sitkowski - Guitarra Principal

Produtores
- Produzido por Andrew Wade
- Ilustrações e layout por Sol Amstutz